# Piper riomarguanum
Piper riomarguanum är en pepparväxtart som beskrevs av Trel. & Yunck.. Piper riomarguanum ingår i släktet Piper och familjen pepparväxter. Inga underarter finns listade i Catalogue of Life.